# Municipio de Olson
El municipio de Olson (en inglés: Olson Township) es un municipio ubicado en el condado de Towner en el estado estadounidense de Dakota del Norte. En el año 2010 tenía una población de 19 habitantes y una densidad poblacional de 0,2 personas por km².

## Geografía
El municipio de Olson se encuentra ubicado en las coordenadas 48°30′21″N 99°17′13″O / 48.50583, -99.28694. Según la Oficina del Censo de los Estados Unidos, el municipio tiene una superficie total de 93.21 km², de la cual 90,73 km² corresponden a tierra firme y (2,65 %) 2,47 km² es agua.

## Demografía
Según el censo de 2010, había 19 personas residiendo en el municipio de Olson. La densidad de población era de 0,2 hab./km². De los 19 habitantes, el municipio de Olson estaba compuesto por el 94,74 % blancos, el 5,26 % eran amerindios. Del total de la población el 0 % eran hispanos o latinos de cualquier raza.